# ナショナル・ハイウェイ・オーソリティ

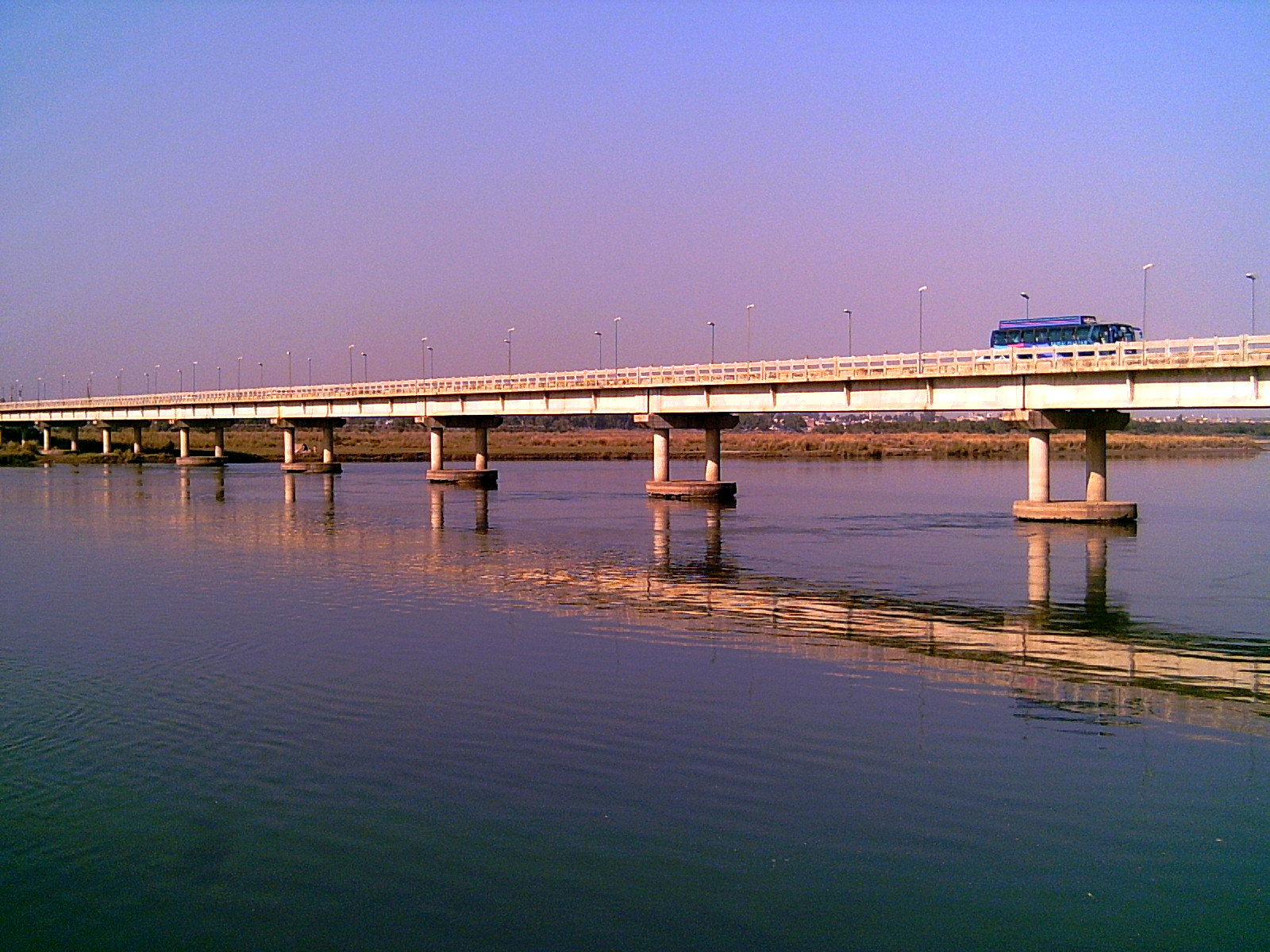
ジェラム川上流のハイウェイ

ナショナル・ハイウェイ・オーソリティ（ウルドゥー語: نیشنل ہائی وے اتھارٹی、英: National Highway Authority (NHA)）は、パキスタン・イスラム共和国（通称：パキスタン）のハイウェイおよびモーターウェイの建設および維持保守を請負う組織である。
NHA の目的は、「計画、建設のための推進および組織化プログラム、開発、運営、各種道路（ナショナル・ハイウェイ、モーターウェイおよび戦略道路）の修繕および維持保守」である。

## 歴史
1978年に、パキスタン政府 (GoP:Government of Pakistan) は「ナショナル・ハイウェイ」と称する5本の重要な州間道路を連合化することを決定し、州のハイウェイ部門によるこれらの連合化された道路の開発および維持保守を監視するために、ナショナル・ハイウェイ委員会 (National Highway Board) を創立した。

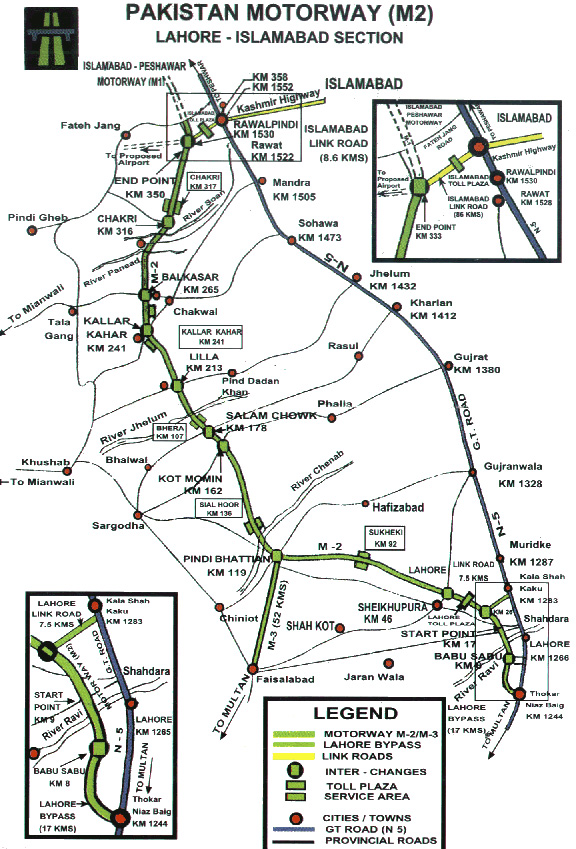
パキスタンのM2モーターウェイ・マップ（イスラマバード-ラホール区間）